# Ubijstvo na "Ždanovskoj"
Ubijstvo na 'Ždanovskoj' (Убийство на «Ждановской») è un film del 1992 diretto da Sulambek Mamilov.

## Trama
Il film è ambientato negli anni '70. Il film racconta le indagini sull'omicidio di un ufficiale del KGB.